# بنكسية فكتورية
بنكسية فيكتورية (الاسم العلمي: Banksia victoriae) هي نوع نباتي يتبع جنس البنكسية من فصيلة البروطية.